# Roberto Passailaigue
Roberto Manuel Passailaigue Baquerizo (1 de mayo de 1954) es un profesor y abogado ecuatoriano que ejerció como rector encargado de la Universidad de Guayaquil y presidente de la Comisión Interventora.

## Biografía

### Educación
Inicio sus estudios superiores en los años 70 en la Universidad de Guayaquil, buscando graduarse como profesor, algo que venia realizando desde 1972. En 1976 se titulará como Profesor de Segunda Enseñanza con especialización de Historia y Geografía, el anterior año a ese también había obtenido su licenciatura en Ciencias Sociales y Políticas. Para 1996 se volvió profesor de educación superior.
En la misma universidad se graduaría de abogado en 1977, llegando a obtener su doctorado en esta rama en 1998. En el campo de la educación, obtuvo un doctorado en 2015 en la Universidad de La Habana.
También tiene grados en finanzas, marketing y en turismo entregados por la Universidad Adolfo Ibáñez y la Universidad de Especialidades Espíritu Santo (UEES).

### Vida laboral y política
Durante su carrera ha ejercido varios cargos administrativos en la educación privada y pública; llegando a ser ministro de educación con Sixto Durán-Ballén y Lucio Gutiérrez. También ha sido ministro de gobierno encargado y presidente del Consejo de Tránsito. Durante su primer periodo en el ministerio de educación, se encontrará con tres paros organizados por la Unión Nacional de Educadores (UNE) por falta de cancelación de sueldos y exigiendo reformas favorables al gremio.
En la educación privada, asumió la rectoría de la Universidad Espíritu Santo (UEES) y el  Colegio Ecomundo; junto a ello se incluye la cancillería de la Universidad Ecotec y el decanato de la facultad de derecho de la UEES.
En el 2018, fue designado por el Consejo de Educación Superior para presidir la Comisión  Interventora y de Fortalecimiento Institucional (CIFI) para la Universidad de Guayaquil, siendo la segunda vez que se realizaba en cinco años, en esta ocasión por la destitución del rector Galo Salcedo, acusado de casos de corrupción, y la disputa del cargo entre Gulnara Borja y Antonio Rodríguez. Como presidente de la comisión asumió la rectoría encargada de la institución.
Su gestión en la universidad ha sido criticada por situaciones como la falta de pago a los jubilados que devino en alterados dentro de sesiones en distintas comisiones de la Asamblea Nacional. En medio de los escándalos de corrupción durante la pandemia de coronavirus de 2020 se descubriría que tenía un carnet de discapacidad usado para comprar un auto considerado de lujo.

### Vida personal
Casado con Dallyana Manosalvas con la que tiene 4 hijos: Dallyana, Vanessa, María José y Roberto Andrés Passalaigue.